# Клён рыжеватожилковый
Клён рыжеватожилковый (лат. Ácer rufinérve), или клён Хонсю; яп.  ウリハダカエデ урихадакаэдэ, «клён с дынной кожей») — дерево; вид рода Клён.

## Ареал
Естественно произрастает в горных лесах Японии, на островах Хонсю, Кюсю и Сикоку.

## Ботаническое описание

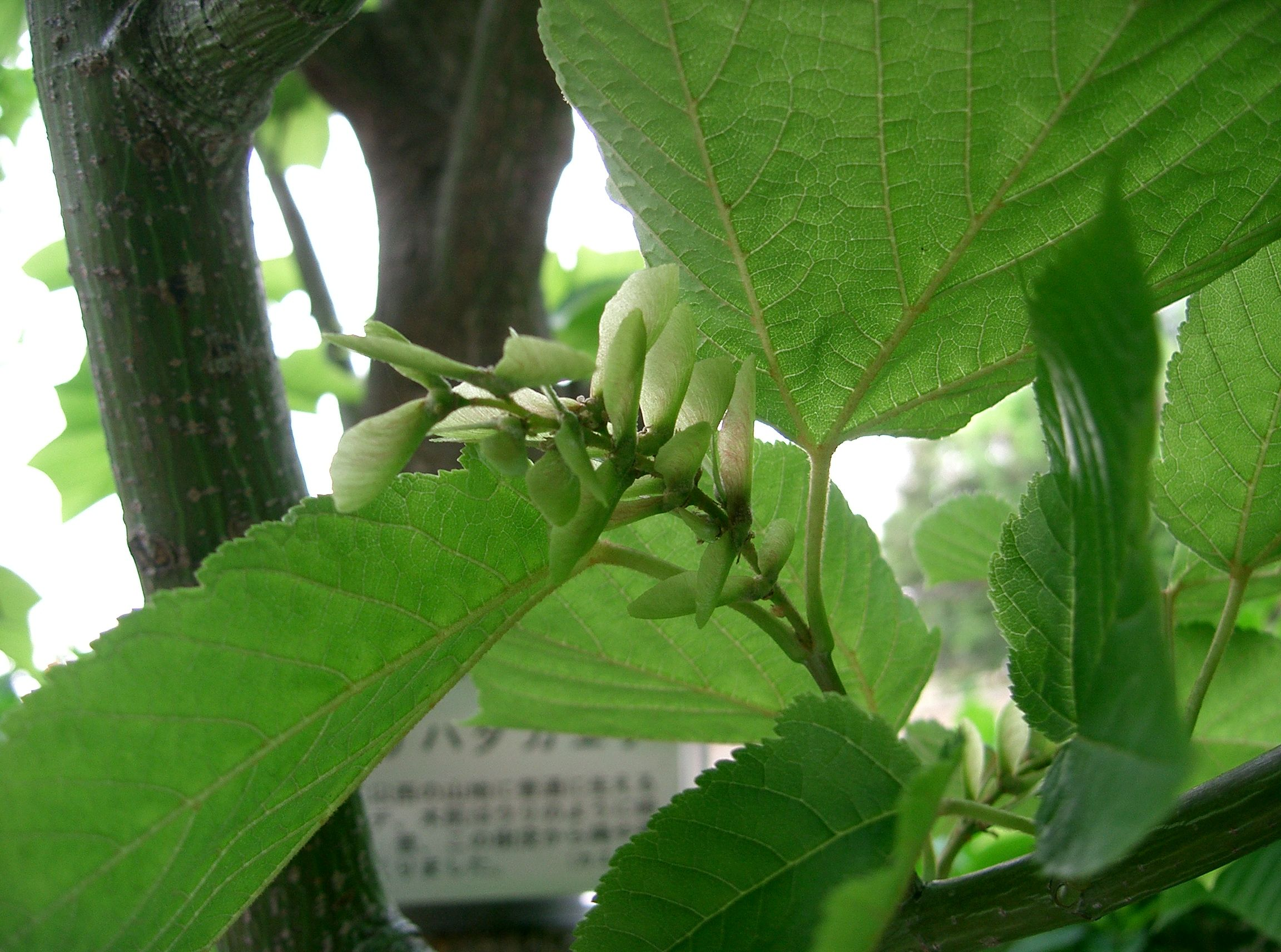
Плодовая кисть

Листопадное дерево достигает высоты 8-15 м и диаметра ствола до 40 см. Кора молодых деревьев гладкая, оливкового цвета с регулярными узкими вертикальными полосами от бледно-зелёного до серого цвета и маленькими серыми чечевичками; на старых деревьях кора становится грубой и серой.
Листья трёхлопастные (иногда пятилопастные с двумя дополнительными маленькими базальными лопастями), двузубчатые, 8—16 см длиной и 6—16 см шириной, тёмно-зелёные от полуматовых до матовых сверху, более бледные снизу с маленькими пучками рыжих волосков на жилках молодых листьев, которые отсутствуют на зрелых листьях; черешки листьев зеленоватые (изредка розоватые), 3—5 см длиной. Осенью листья становятся ярко-оранжевыми или красными.
Цветки собраны в кисти длиной 10 см, каждый цветок 8—10 мм в диаметре, с пятью чашелистиками и лепестками от жёлтого до жёлто-зелёного цвета; для этих цветков свойственна двудомность, мужские и женские цветы находятся на разных растениях.
Плод — парная крылатка 2—3 см длиной с округлыми орешками.
Научное и русское название происходят от красноватой окраски жилок листьев этого клёна, а японское — от рисунка коры.
От близкородственного клёна змеекорого клён рыжежилковый можно отличить по зелёным черешкам, рыжим волоскам на нижней стороне листьев (в отличие от голых или только слегка опушённых листьев клёна змеекорого) и по более раннему цветению весной одновременно с распусканием листьев.

## Культивирование
Клён рыжежилковый — один из наиболее часто выращиваемых змеекорых клёнов, он зимостоек, быстро растёт. У него несколько культиваров, отличающихся от видового образца, наиболее заметный — 'Erythrocladum' с жёлто-зелёными листьями и полосами на коре. Пестролистные разновидности включают в себя 'Albolimbatum' и 'Hatsuyaki'.
В Санкт-Петербурге, в парке Ботанического сада Петра Великого БИН РАН плодоносит.

## Классификация

### Таксономия
Вид Клён рыжевато-жилковатый входит в род Клён (Acer) семейства Сапиндовые (Sapindaceae).
|  |                                      |  |                                                       |                                                       |                      |  | ещё 8 семейств (согласно Системе APG II) | ещё 8 семейств (согласно Системе APG II) |                              |  |  |  | ещё более 100 видов |
|  |                                      |  |                                                       |                                                       |                      |  | ещё 8 семейств (согласно Системе APG II) | ещё 8 семейств (согласно Системе APG II) |                              |  |  |  | ещё более 100 видов |
|  |                                      |  |                                                       | порядок Сапиндоцветные                                |                      |  |                                          |                                          | род Клён                     |  |  |  |                     |
|  |                                      |  |                                                       | порядок Сапиндоцветные                                |                      |  |                                          |                                          | род Клён                     |  |  |  |                     |
|  | отдел Цветковые, или Покрытосеменные |  |                                                       |                                                       | семейство Сапиндовые |  |                                          |                                          | вид Клён рыжевато-жилковатый |  |  |  |                     |
|  | отдел Цветковые, или Покрытосеменные |  |                                                       |                                                       | семейство Сапиндовые |  |                                          |                                          |                              |  |  |  |                     |
|  |                                      |  | ещё 44 порядка цветковых растений (по Системе APG II) | ещё 44 порядка цветковых растений (по Системе APG II) |                      |  |                                          | ещё 140—150 родов                        | ещё 140—150 родов            |  |  |  |                     |
|  |                                      |  |                                                       | ещё 44 порядка цветковых растений (по Системе APG II) |                      |  |                                          |                                          | ещё 140—150 родов            |  |  |  |                     |